# SC Corinthians Paulista Feminino
SC Corinthians Paulista Feminino – brazylijski klub piłki nożnej kobiet, mający siedzibę w mieście São Paulo, w południowo-wschodniej części kraju. Jest sekcją piłki nożnej kobiet w klubie SC Corinthians Paulista.

## Historia
Chronologia nazw:
- 1997: SC Corinthians Paulista Feminino
- 2009: klub rozwiązano
- 2016: SC Corinthians Osasco Audax – po fuzji z Grêmio Osasco Audax Feminino
- 2018: SC Corinthians Paulista Feminino

Sekcja piłki nożnej kobiet SC Corinthians Paulista została założona w miejscowości São Paulo 8 listopada 1997 roku. W 1997 roku zespół startował w mistrzostwach stanu São Paulo, zajmując trzecie miejsce w końcowej klasyfikacji. W 2001 znów był trzecim, a w 2008 i 2009 plasował się na czwartej lokacie. Ale potem z przyczyn finansowych sekcja kobieca została rozwiązana.
Klub ogłosił powrót do rozgrywek kobiecych 27 stycznia 2016 roku. Poprzez współpracę z Grêmio Osasco Audax Feminino powstał klub o nazwie SC Corinthians Osasco Audax. Współpraca trwała dwa lata i przyniosła zespołowi pierwsze duże osiągnięcia. W 2016 roku zespół po raz pierwszy zdobył Puchar Brazylii i zapewnił sobie udział w Copa Libertadores Femenina 2017, w którym był niepokonanym mistrzem, wygrywając w finale z Colo-Colo w rzutach karnych (5:4). Pod koniec tego samego roku zakończyła się współpraca z Audaxem i żeński zespół Corinthians zaczął mieć własne kierownictwo.
W 2016 i 2017 zespół zajmował również trzecie miejsce w mistrzostwach stanu, w 2018 był drugim, a w 2019 roku wygrał swój pierwszy tytuł mistrza Campeonato Paulista. Sukces ten powtórzył w 2020.
Po założeniu Campeonato Brasileiro de Futebol Feminino w 2013 roku zespół startował na najwyższym poziomie w roku 2016. W debiutowym sezonie 2016 po wygraniu grupy w rundzie pierwszej zajął trzecie miejsce w grupie 6 i nie awansował do rundy finałowej mistrzostw kraju, kończąc rozgrywki na końcowej piątej pozycji. W następnym roku zespół wygrał wicemistrzostwo Campeonato Brasileiro, przegrywając w finale z Santosem (0:2, 0:1). W 2018 po raz pierwszy został mistrzem Brazylii, spadając w 2019 na drugą lokatę, aby w 2020 wrócić na pierwszą pozycję.
W 2019 klub już bez wspólnika zwyciężył w jedenastej edycji Copa Libertadores Femenina, w finale wygrywając 2:0 z Ferroviária.

## Barwy klubowe, strój
|  |  |

Klub ma barwy biało-czarne. Zawodnicy domowe spotkania zazwyczaj grają w białych koszulkach, czarnych spodenkach oraz białych getrach.

## Sukcesy

### Trofea międzynarodowe
| \| \| Zdobyte trofea w rozgrywkach międzynarodowych (stan na: 31-12-2020) \| |                                                                     |      |          |
| Rozgrywki                                                                    | Osiągnięcie                                                         | Razy | Sezon(y) |
| Copa Libertadores Femenina                                                   | zdobywca                                                            | 1    | 2019     |
| Copa Libertadores Femenina                                                   | finalista                                                           | 0    |          |
| FIFA                                                                         | Zdobyte trofea w rozgrywkach międzynarodowych (stan na: 31-12-2020) |      |          |

### Trofea krajowe
| \| \| Zdobyte trofea w rozgrywkach Brazylii (stan na: 31-12-2020) \| |                                                             |      |            |
| Rozgrywki                                                            | Osiągnięcie                                                 | Razy | Sezon(y)   |
| Mistrzostwo                                                          | I miejsce                                                   | 2    | 2018, 2020 |
| Mistrzostwo                                                          | II miejsce                                                  | 2    | 2017, 2019 |
| Mistrzostwo                                                          | III miejsce                                                 | 0    |            |
| Puchar                                                               | zdobywca                                                    | 1    | 2016       |
| Puchar                                                               | finalista                                                   | 0    |            |
| II liga                                                              | I miejsce                                                   | 0    |            |
| II liga                                                              | II miejsce                                                  | 0    |            |
| II liga                                                              | III miejsce                                                 | 0    |            |
| Brazylia                                                             | Zdobyte trofea w rozgrywkach Brazylii (stan na: 31-12-2020) |      |            |

- Campeonato Paulista de Futebol Feminino:
  - mistrz (2x): 2019, 2020
  - wicemistrz (1x): 2018
  - 3.miejsce (2x): 1997, 2001

## Struktura klubu

### Stadion
Klub piłkarski rozgrywa swoje mecze domowe na Estádio Alfredo Schürig w São Paulo o pojemności 18 500 widzów oraz Arena Corinthians o pojemności 49 250 widzów.

## Kibice i rywalizacja z innymi klubami

### Derby
- SE Palmeiras Feminino
- São Paulo FC Feminino
- Santos FC Feminino